# Чаир
Парк Чаир смештен је у самом језгру града Ниша, на површини од 16,4 хектара. Цео комплекс Чаир чине два дела, у једном делу је велика зелена површина, док други део чине спортско-рекреативни садржаји (клизалиште, отворени и затворени базени, фудбалски терени, фитнес центар). Управо због богате вегетације и бујног зеленила Турци су му дали име “Чаир” (тур. çayır), што у преводу значи ливада, пашњак, пољана. Специфичности овог парка доприноси не само импресивна величина већ и аутентична вегетација топола, јаблана и платана. У оквиру парка налази се и Дечији културни центар Ниш.

## Галерија
- Дечије игралиште.
- Дрвеће.
- Бродић.
- Поглед централни део за децу.
- Дечији културни центар Ниш.
- Дечији културни центар Ниш.
- Дрворед.
- Мали амфитеатар.
- Амфитетар бочни поглед.
- Мини позорница.
- Стазе.
- Једна од клупа.
- Чаирски мостић.
- Централни травњак.
- Надстрешница.
- Мостић.
- Парк у јесен 2022.г.
- Соларни панел
- Чесма